# 名古屋餅店
名古屋麵包西餅有限公司（Lucky House Bakery）是香港一家連鎖式餅店，在1986年創立，在2007年1月全線結業。

## 歷史
名古屋麵包西餅有限公司在1986年於青衣開設首間名古屋餅店，其後全盛時期於香港有逾20間分店，遍佈香港、新界及九龍。另外，名古屋曾在1991年，進軍餐飲業，在葵芳區開設第一間茶餐廳；並在2002年於旺角彌敦道開設首間Lucky Cafe。
名古屋餅店在2001年首創燕窩月餅。
2004年開拓內地市場，成為內地網民最喜愛香港品牌之一。
2006年，由於舖租及原料成本上漲，經營出現困難，十多間分店及餐廳陸續頂讓或結業。
2007年1月，餘下四間分店及廠房倒閉。

## 產品
名古屋售賣多種麵包西餅，並有售賣冰皮月餅。

## 香港分店
- 銅鑼灣邊寧頓街17號邊寧頓商業大廈
- 葵芳好爵中心地下
- 青衣涌美村
- 深水埗順寧道
- 旺角彌敦道779-781號安寶大廈地下
- 深水埗富昌邨富昌商場地下
- 深水埗深旺道海麗商場地下
- 青衣長康邨第二商場地下
- 青衣美景花園第9座地下
- 荃灣街市街
- 東涌逸東邨商場
- 天水圍頌富商場一樓
- 天水圍俊宏軒廣場
- 屯門啟發徑1-3號萬成大廈地下

## 旗下業務
- 名古屋餅店
- Lucky Cafe

## 軼事
- 於2003年，藝人薛家燕曾為名古屋餅店拍攝廣告[5]，宣傳當時的新產品《燕窩冰皮月餅》。

## 外部連線
1. ↑   （页面存档备份，存于）大中華貿易網
2. 1 2  名古屋餅店網頁Archive
3. ↑  .   [2016-08-16]. （原始内容存档于2016-08-26）.
4. ↑  名古屋餅店網頁Archive
5. ↑   （页面存档备份，存于）名古屋月餅廣告